# Time Machine: The Journey Back
Time Machine: The Journey Back is een documentaire/sciencefictionfilm uit 1993. De film is een vervolg op de film The Time Machine uit 1960.

## Verhaal
De film draait voornamelijk om Filby, die 10 jaar nadat zijn vriend George naar de toekomst is vertrokken nog altijd zijn huis onderhoudt. Dan keert George onverwacht terug om meer boeken te halen waarmee hij in de toekomst hoopt de menselijke beschaving weer op te bouwen. Filby probeert George over te halen gewoon in zijn eigen tijd te blijven en zijn leven hier weer op te pakken, maar George staat erop dat de toekomst nu zijn huis is, en men hem daar nodig heeft. George is echter met nog een reden teruggekomen. Hij weet dat spoedig de Eerste Wereldoorlog zal uitbreken en dat Filby in deze oorlog om het leven zal komen. Hij probeert hem te waarschuwen voor zijn naderende noodlot.
Naast dit verhaal wordt in de documentaire ingegaan op de achtergrond van de eerste film, en tijdreizen in films.

## Rolverdeling
| Acteur         | Personage         | Opmerkingen        |
| -------------- | ----------------- | ------------------ |
| Rod Taylor     | Zichzelf / George |                    |
| Alan Young     | Filby             |                    |
| Whit Bissell   | Walter            | als Whitt Bissell  |
| Bob Burns      | Zichzelf          |                    |
| Wah Chang      | Zichzelf          |                    |
| Michael J. Fox | Zichzelf          |                    |
| Mike Jittlov   | Genius            | oud beeldmateriaal |
| George Pal     | Zichzelf          | oud beeldmateriaal |
| Gene Warren    | Zichzelf          |                    |

## Achtergrond
De film werd gemaakt rondom de originele Tijdmachine-rekwisiet uit de eerste film, die nu eigendom is van ex-producer Bob Burns. Dit als antwoord op de vraag wat ermee gebeurd was na de originele film.
Tijdens de opnames verraste Burns regisseur Clyde Lucas door Gene Warren, Sr. uit te nodigen op de set. Warren, die verantwoordelijk was voor de effecten in de eerste film en hiervoor een prijs had gewonnen, gaf in de documentaire een interview over hoe hij de effecten tot stand had gebracht.
Lucas nam contact op met scriptschrijver David Duncan om een mini-vervolg te schrijven op de eerste film. Rod Taylor en Alan Young vertolken opnieuw hun rollen uit die film.

## Prijzen en nominaties
Time Machine: The Journey Back won een Saturn Award en een Telly Award.